# Konrad Engel (Mathematiker)
Konrad Engel  (* 27. Juli 1956 in Halle (Saale)) ist ein deutscher Mathematiker und Hochschullehrer.

## Herkunft
Engel ist Sohn des Mathematikers Wolfgang Engel. 

## Leben und Karriere
Nach dem Abitur im Jahre 1974 studierte Engel Mathematik in  Minsk  und Rostock. Er  promovierte im Jahre 1981 an der Universität Rostock unter der Anleitung von Gustav Burosch mit einer Dissertation über Maximale h-Familien in endlichen Ordnungen, Hansel-Ordnungen und monotone Funktionen. Im Jahre 1986 habilitierte er sich dort mit der Habilitationsschrift Sperner Theory in Partially Ordered Sets zum Dr. sc. nat. (Mathematik) und wurde dann im Jahre 1992 zum Professor für Mathematische Optimierung berufen.

## Mathematische Tätigkeit
Engel arbeitet vor allem auf den Gebieten Kombinatorik, Ordnungstheorie und Mathematische Optimierung. Er ist Autor bzw. Koautor von etwa 100 wissenschaftlichen Arbeiten und hat die Promotion von elf Mathematikern betreut.  Wie sein Vater unterstützt er die Mathematik-Olympiade in Deutschland.

## Mathematische Fachbücher
- Mathematische Grundlagen des überwachten maschinellen Lernens. Springer Vieweg, Berlin, Heidelberg, 2024.
- Sperner Theory. Cambridge University Press, Cambridge, 1997.
- Mit Hans-Dietrich O. F. Gronau: Sperner Theory in Partially Ordered Sets. BSB B. G. Teubner Verlagsgesellschaft, Leipzig, 1985.